# Plainville (Ohio)
Plainville é um lugar designado pelo censo localizado no condado de Hamilton no estado estadounidense de Ohio. No Censo de 2010 tinha uma população de 87 habitantes e uma densidade populacional de 361,19 pessoas por km².

## Geografia
Plainville encontra-se localizado nas coordenadas 39° 08′ 38″ N, 84° 21′ 34″ O. Segundo o Departamento do Censo dos Estados Unidos, Plainville tem uma superfície total de 0.24 km², da qual 0.24 km² correspondem a terra firme e (0%) 0 km² é água.

## Demografia
Segundo o censo de 2010, tinha 87 pessoas residindo em Plainville. A densidade populacional era de 361,19 hab./km². Dos 87 habitantes, Plainville estava composto pelo 100% brancos, 0% eram afroamericanos, 0% eram amerindios, 0% eram asiáticos, 0% eram insulares do Pacífico, 0% eram de outras raças e 0% pertenciam a duas ou mais raças. Do total da população 0% eram hispanos ou latinos de qualquer raça.